# Dave Fleischer
David Fleischer, född 14 juli 1894 i New York, död 25 juni 1979 i Hollywood, Los Angeles i Kalifornien, var en amerikansk filmregissör och producent som ägde och drev Fleischer Studios tillsammans med sin äldre bror Max Fleischer. 

## Filmografi i urval
- 1918 – Out of the Inkwell (kortfilm) (regi)
- 1931 – Silly Scandals (kortfilm) (regi)
- 1931 – Jack and the Beanstalk (kortfilm) (regi)
- 1932 – Minnie the Moocher (kortfilm) (regi)
- 1932 – Boop-Oop-A-Doop (kortfilm) (regi)
- 1932 – Bettys patentmedicin (kortfilm) (regi)
- 1932 – Betty Boop's Ups and Downs (kortfilm) (regi)
- 1932 – Betty som president (kortfilm) (regi)
- 1934 – Betty i drömmarnas land (kortfilm) (regi)
- 1937 – Popeye the Sailor Meets Ali Baba's Forty Thieves (kortfilm) (regi)
- 1939 – Aladdin and His Wonderful Lamp (kortfilm) (regi)
- 1939 – Spunky på bushumör (kortfilm) (regi)
- 1939 – Gullivers resor (regi)
- 1940 – Springtime in the Rock Age (kortfilm) (regi)
- 1940 – You Can't Shoe a Horse Fly (kortfilm) (regi)
- 1940 – Ants in the Plants (kortfilm) (regi)
- 1940 – Granite Hotel (kortfilm) (regi)
- 1940 – Spunky blir kidnappad (kortfilm) (regi)
- 1940 – Popeye Meets William Tell (kortfilm) (regi)
- 1941 – Popeye Meets Rip Van Winkle (kortfilm) (regi)
- 1941 – Olive's Boithday Presink (kortfilm) (regi)
- 1941 – Superman (kortfilm) (regi)
- 1941 – Raggedy Ann and Raggedy Andy (kortfilm) (regi)
- 1941 – Hoppe kommer till stan (regi)
- 1963 – Fåglarna (specialeffekter)
- 1967 – Moderna Millie (specialeffekter)